# Velella (sommergibile 1912)
Il Velella è stato un sommergibile della Regia Marina.

## Storia
Nella prima fase della sua vita operativa fu impiegato – in seno alla II Squadriglia Sommergibili – nell'addestramento nelle acque del Tirreno settentrionale (al largo di Liguria e Sardegna), con base dapprima a La Spezia ed in seguito a La Maddalena.
All'ingresso dell'Italia nella prima guerra mondiale aveva base a Brindisi od a Taranto, inquadrato nella III Squadriglia della II Flottiglia Sommergibili; comandante dell'unità era il tenente di vascello De Feo.
Nella notte tra il 23 ed il 24 maggio 1915 fu inviato al largo di Cattaro (venendo trainato sino nella sua zona d'agguato dal cacciatorpediniere Espero): fu uno dei primi sommergibili italiani (insieme al Nereide) a svolgere una missione di guerra nel corso del primo conflitto mondiale.
L'11 luglio 1915 truppe italiane sbarcarono nell'arcipelago di Pelagosa, stazione di vedetta nel Basso Adriatico, e la occuparono; a sostegno delle unità impegnate nello sbarco, il Velella fu dislocato in agguato nei pressi di Pelagosa. 
In una successiva missione (iniziata il 16 agosto e terminata tre giorni più tardi), svoltasi al largo di Cattaro, urtò una mina che però non scoppiò; scampò poi fortunosamente anche all'attacco di una torpediniera avversaria, che gli aveva lanciato un siluro. Mentre faceva ritorno a Brindisi ebbe una collisione con il cacciatorpediniere Dardo, riportando danni che lo costrinsero ad un periodo di lavori in bacino di carenaggio.
Nel corso del 1915 il Velella effettuò in tutto 16 missioni offensive e 18 difensive.
Diventato caposquadriglia nel 1916 – con comandante il tenente di vascello Pietro Tacchini – nel corso di quell'anno svolse due missioni offensive e 14 difensive.
Nel 1917, al comando prima del tenente di vascello Franchini e poi del parigrado Vandone, compì 21 missioni offensive e due difensive.
Il 16 ottobre 1917 fu trasferito a Taranto, messo in riserva e poi disarmato; l'anno seguente fu radiato e quindi demolito.
In tutta la guerra aveva svolto 39 missioni offensive e 34 difensive, trascorrendo 1456 ore di navigazione in superficie e 1127 in immersione.